# معجزه قلب‌ها
معجزه قلب‌ها فیلمی به کارگردانی خسرو پرویزی و نویسندگی جمال امید، سعید مطلبی محصول سال ۱۳۴۸ است.

## خلاصه داستان
دختری که نامزدش او را ترک گفته، خودکشی می‌کند...

## بازیگران
- فروزان
- تقی ظهوری
- منوچهر وثوق
- ویکتوریا
- جهانگیر غفاری
- محمدرضا رفیعی
- ثریا بهشتی